# Risparmio energetico

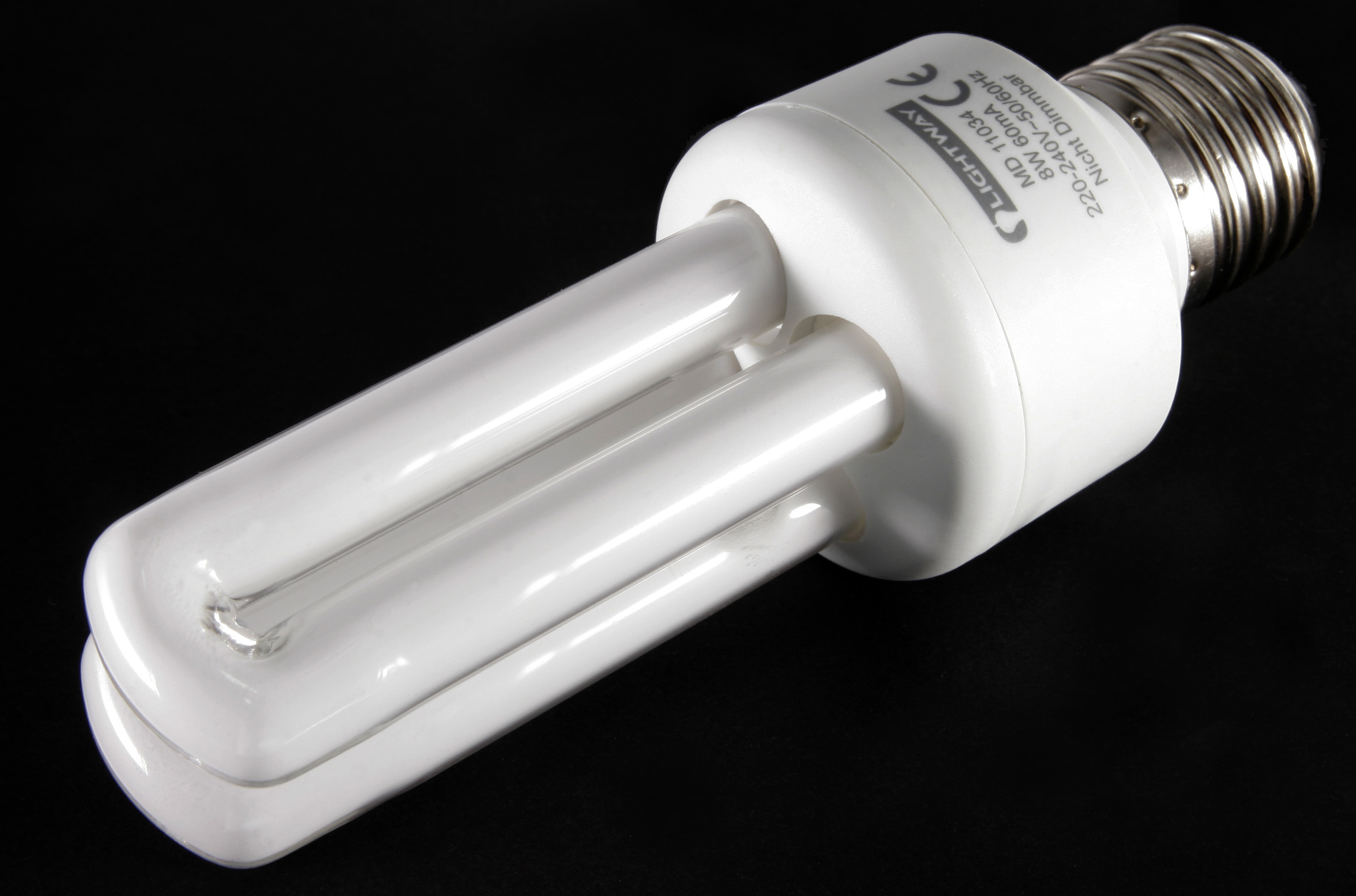
Lampadina a risparmio energetico

Sotto il nome di risparmio energetico si annoverano varie tecniche adatte a ridurre i consumi dell'energia necessaria allo svolgimento delle attività umane. Il risparmio può essere ottenuto sia modificando i processi energetici in modo che ci siano meno sprechi, sia trasformando l'energia da una forma all'altra in modo più efficiente (efficientamento energetico).

## Metodologie e tecniche utilizzate
Il risparmio energetico è un tema di fondamentale importanza nella società contemporanea, caratterizzata da una crescente domanda di energia e da una crescente consapevolezza riguardo ai cambiamenti climatici. In un contesto in cui l’uso indiscriminato delle risorse energetiche ha effetti negativi sul nostro ambiente, è necessario promuovere politiche e comportamenti orientati all'efficienza energetica. Risparmiare energia non significa solo ridurre i consumi, ma anche contribuire a un futuro più sostenibile sotto il profilo ambientale, economico e sociale. Infatti, il risparmio energetico è fondamentale per garantire un futuro più sostenibile, in quanto riduce l’impatto ambientale, genera risparmi economici e preserva le risorse naturali, assicurando così il benessere delle generazioni future.
Uno degli effetti principali del risparmio energetico è la riduzione dell’inquinamento atmosferico e delle emissioni di gas serra. L'uso inefficiente di energia, soprattutto attraverso fonti fossili, contribuisce in modo significativo al riscaldamento globale. Ottimizzando i consumi, ad esempio con l’uso di tecnologie più efficienti come i pannelli solari, i veicoli elettrici o l'illuminazione a LED, possiamo diminuire drasticamente la quantità di CO2 emessa nell’atmosfera. In questo modo, il risparmio energetico diventa un'azione concreta nella lotta contro il cambiamento climatico, riducendo l’inquinamento e promuovendo un ambiente più sano e vivibile.
Il risparmio energetico porta anche vantaggi economici significativi, sia a livello individuale che collettivo. Ridurre il consumo di energia consente di abbattere i costi delle bollette per famiglie e imprese, migliorando la qualità della vita e favorendo una maggiore disponibilità di risorse economiche. Inoltre, a livello nazionale, una gestione più efficiente dell’energia riduce la dipendenza da importazioni energetiche, rafforzando la sicurezza energetica del Paese. Questo porta a una maggiore indipendenza economica e stimola investimenti in tecnologie più sostenibili e in energie rinnovabili, creando nuovi posti di lavoro e favorendo la crescita economica. Il risparmio energetico, quindi, non è solo una questione di sostenibilità ambientale, ma anche una leva fondamentale per l’economia.
Le risorse naturali, come i combustibili fossili, sono risorse finite. Un utilizzo inefficiente e poco responsabile di energia accelererebbe il loro esaurimento. Il risparmio energetico, attraverso l’adozione di soluzioni più sostenibili e tecnologie ad alta efficienza, aiuta a rallentare il consumo di queste risorse limitate. Allo stesso tempo, favorisce l’utilizzo di fonti rinnovabili, come il solare, l’eolico e l’idroelettrico, che sono inesauribili e non inquinano, garantendo così una fornitura energetica sostenibile per il futuro. In questo modo, il risparmio energetico contribuisce a preservare le risorse naturali e ad assicurare una gestione più responsabile e duratura del nostro pianeta.
In sintesi, il risparmio energetico è essenziale per un futuro sostenibile, poiché riduce l’impatto ambientale, favorisce il benessere economico e preserva le risorse naturali. Ogni piccolo gesto di risparmio contribuisce a creare un cambiamento significativo a livello globale. Adottare comportamenti responsabili e promuovere l’efficienza energetica è una delle sfide più importanti del nostro tempo, e rappresenta una risorsa preziosa per le generazioni future.Un esempio di risparmio è dato dalla sostituzione delle lampade a incandescenza con lampade fluorescenti, che a parità di energia consumata emettono una quantità di energia radiante superiore alle prime, oppure con lampade a LED (Light Emission Diode, Diodo ad emissione di luce), che ha un consumo pari a il 20% del consumo delle lampade ad incandescenza a parità di energia radiante.
Oltre al cambiamento di tecnologia della sorgente va annoverata anche la sostituzione delle sorgenti fluorescenti obsolete (tubi T8, diametro 26 mm, ad alofosfati con efficienza di circa 70 lumen per watt) con sorgenti fluorescenti ad alta efficienza (tubi T5, diametro 16 mm, con polveri trifosfori ad alta efficienza -100 lumen per watt o superiore). A tal proposito esistono sul mercato degli adattatori che consentono il "retrofit" dell'apparecchio da lampada T8 a lampada T5 nella medesima plafoniera, senza modificare il cablaggio e lasciando "silente" il reattore magnetico esistente (si chiede di rimuovere lo starter), l'utilizzo di questo "riduttore per retrofit" consente di ottenere risparmi di circa il 50% grazie al passaggio dall'alimentatore magnetico ad uno elettronico integrato ed alla maggiore efficienza della lampada T5.
Nel riscaldamento degli edifici per risparmiare energia si fa uso di valvole termostatiche, di cronotermostati e si sostituiscono le caldaie tradizionali con caldaie a condensazione, si sostituiscono gli infissi obsoleti e si migliora l'isolamento termico delle pareti.
Un risparmio energetico si può avere anche nella produzione di energia elettrica utilizzando sistemi di cogenerazione atti ad aumentare i rendimenti dei processi, ossia tecnologie atte ad ottenere energia elettrica e calore; oppure si utilizzano in "cascata" gli stessi flussi energetici a crescenti entropie per utenze differenziate o, infine, si realizzano forme di recupero energetico a circuito chiuso.

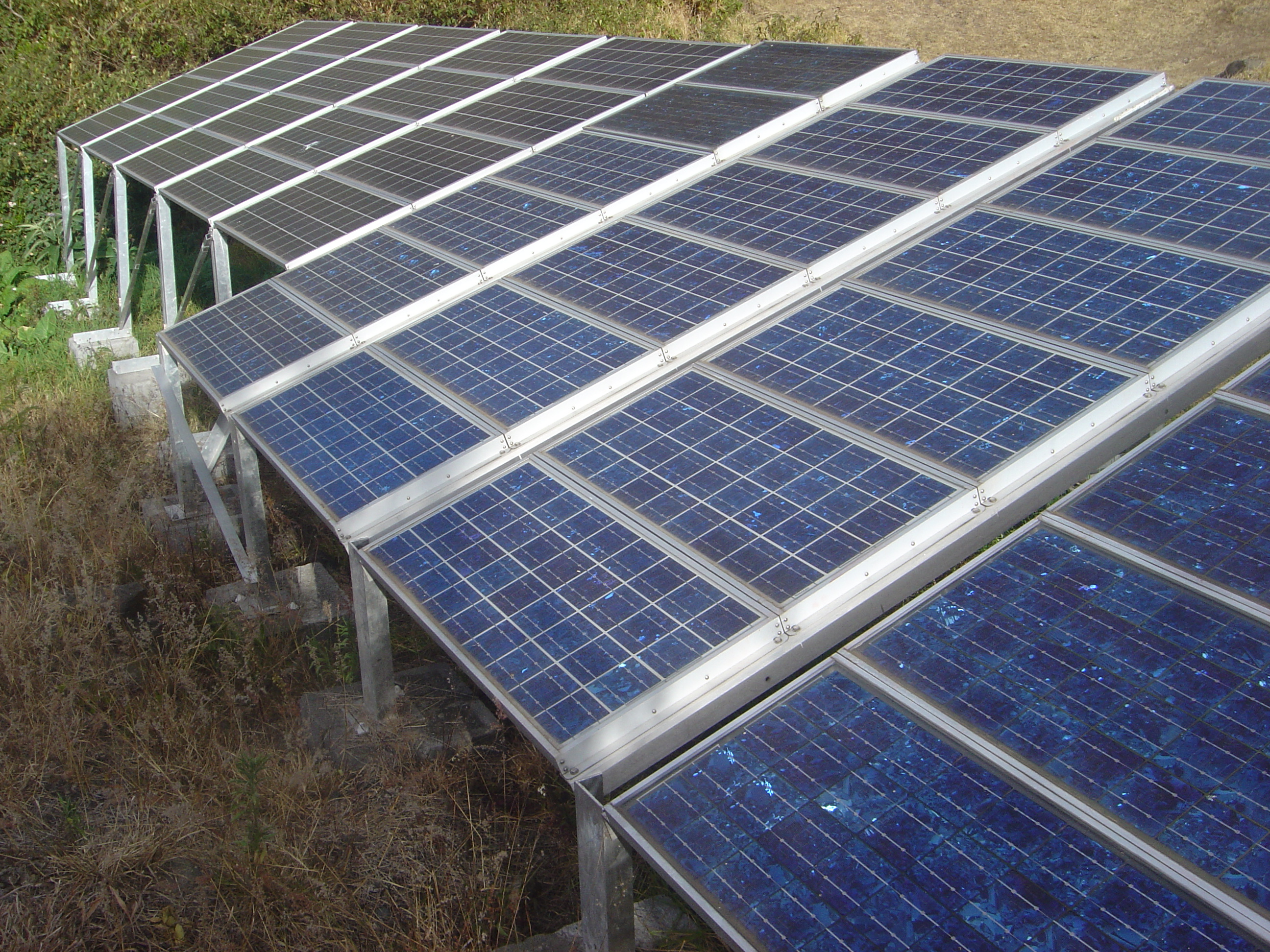
Pannelli solari

Altrimenti si sfrutta l'energia prodotta nel moto degli esseri umani o delle automobili, come è fatto nei Paesi Bassi, ad esempio con pavimenti sensibili alla pressione, posti nelle scale dei metrò più frequentati, per produrre energia elettrica. Gli effetti di queste politiche devono essere considerati in rapporto al Paradosso di Jevons.
Utilizzare energia elettrica per produrre calore rappresenta uno spreco, perché si trasforma energia di prima specie in calore, che è energia di seconda specie. In base ai primi due principi della termodinamica, mentre l'energia meccanica-elettrica può interamente essere convertita in calore, il calore può essere convertito in energia di prima specie solo in parte.
Lo spreco deriva dal fatto che molte forme di energia (termoelettrica e geotermoelettrica, nucleare, solare) sono trasformate in calore usato per produrre energia elettrica che viene utilizzata per il riscaldamento: ad ogni passaggio c'è aumento di entropia e perdita di rendimento termodinamico.
Talora il riscaldamento elettrico conviene dal punto di vista dell'economia individuale. In Francia, ad esempio, è diffuso perché l'energia elettrica prodotta col nucleare costa meno del riscaldamento col metano.
Provvedimenti utili per evitare lo spreco di energia per produrre calore:
- usare condizionatori e pompe di calore con scambiatore di calore ad acqua, che mantengono un coefficiente di prestazione molto alto. Lo scambiatore ad aria, nei momenti di minore carico, ha un coefficient of performance pari a 5;
- negli impianti di condizionamento dell'aria, utilizzare gruppi di assorbimento che funzionano ad acqua calda, ottenibile altrimenti con pannelli solari o teleriscaldamento, al posto dei compressori elettrici;
- lanciare la produzione di lavatrici domestiche con doppio ingresso sia di acqua calda sia di acqua fredda; quelle attuali hanno un unico ingresso, utilizzato per l'acqua fredda, che viene all'occorrenza scaldata elettricamente all'interno dell'elettrodomestico.
- le reti di sensori wireless possono essere utilizzate per monitorare in modo efficiente l'uso dell'energia.

## Le Energy Service Companies
In tema di risparmio energetico un riferimento obbligato è alle Società di servizi energetici (nell'acronimo inglese ESCO - ossia Energy Service Companies), realtà imprenditoriali (per la massima parte costituite sotto forma di società di capitali) che si occupano dell'attuazione di misure di efficienza energetica (ossia interventi tesi al raggiungimento di una riduzione dei consumi negli usi finali dell'energia da parte degli utenti).
Premesso il compito principale delle ESCO (realizzazione di misure di aumento dell'efficienza energetica) è da notare che il valore aggiunto di tali società è quello di fornire un punto di riferimento unico per la realizzazione di interventi che richiedono una grande varietà di competenze, direttamente dipendenti (al di là della fase di auditing che pare, in verità, la più tipizzata) dall'oggetto degli interventi di riqualificazione energetica.
Alle difficoltà derivanti dalle competenze necessarie per la realizzazione di tali interventi si associa la ingente quantità di capitali necessaria per realizzarli. Anche per tale aspetto il sistema delle ESCO rappresenta una soluzione, essendo il reperimento della provvista finanziaria necessario alla realizzazione degli interventi. Un altro compito delle ESCO, le quali avranno altresì la responsabilità diretta di garantire i terzi finanziatori circa la capacità dell'intervento di generare il ritorno degli investimenti effettuati nel periodo previsto (pay back period). Tale finanziamento prende il nome di Finanziamento tramite terzi (FTT o anche, nell'acronimo inglese, Third Part Financing - TPF) ed è stato inserito nell'ordinamento italiano per la prima volta con il d.lgs. n. 115/2008, il quale lo definisce come energetica, che fornisce i capitali per tale misura e addebita al beneficiario un canone pari a una parte del risparmio energetico conseguito avvalendosi della misura stessa. Il terzo può essere una ESCO (d.lgs. n. 115/2008, art. 2, comma 1, lettera m). Le ESCO possono essere certificate secondo la norma UNI CEI 11352.
Accanto a tale formula di reperimento della provvista finanziaria si riconoscono diverse tipologie contrattuali deputate a regolare i rapporti tra le parti di un intervento di efficienza energetica. Tra queste la più adatta risulta essere quella dell'Energy Performance Contract (EPC). Sebbene le tipologie contrattuali adatte a regolare gli interventi realizzati in tale settore siano molteplici, dal punto di vista pratico la struttura basilare di un'operazione di efficientamento condotta attraverso una ESCO dovrebbe avere generalmente le seguenti caratteristiche: 'utente dell'intervento affida l'audit energetico, la progettazione e la realizzazione degli interventi alla ESCO, dovendo interloquire in tal modo con un unico soggetto e si impegna a pagare alla ESCO una somma pari alla spesa storica (di norma dell'ultimo triennio) meno una quota da stabilirsi in sede di contrattazione; la ESCO, individuati gli interventi necessari, costruisce un business plan per la proiezione delle caratteristiche economico-finanziarie dell'intervento al fine di individuare i partner finanziari necessari a finanziare l'intervento progettato, sgravando in tal modo l'utente da qualsiasi spesa, a meno l'utente stesso non voglia partecipare pro quota al finanziamento; La ESCO riceve i fondi e realizza gli interventi di efficientamento energetico dai quali deriva un risparmio nei consumi finali; La ESCO gestisce gli interventi realizzati per il periodo concordato; Mediante tale risparmio la ESCO, ricevendo dall'utente una somma pari alla spesa storica (decurtata di quanto stabilito tra le parti), che risulta superiore alla spesa reale dovuta agli interventi, incamera la differenza quale corrispettivo per la propria attività (dal quale tuttavia bisognerà decurtare le somme di rimborso di eventuali capitali ricevuti dalla ESCO) e per il periodo contrattuale previsto (periodo che varia a seconda degli interventi).
Da quanto detto risulta evidente che quello realizzato dalle ESCO è un esempio tipico di Demand Side Management, in quanto la ESCO ha tutto l'interesse di effettuare interventi che garantiscono il massimo risparmio possibile (maggiori sono i risparmi, maggiori sono le economie trattenute dalla ESCO); lo stesso vale per l'individuazione di eventuali inefficienze nel corso della gestione. Non bisogna dimenticare, infatti, che essendo la ESCO obbligata nei confronti dei creditori ed essendo garantito altresì all'utente dell'intervento l'ammontare di retribuzione da corrispondere alla ESCO, questa si troverà esposta qualora l'intervento non generi economie sufficienti a trarre un profitto per se stessa una volta ripagati i creditori (sebbene sia un caso di scuola, in tal senso, la ESCO qualora la spesa energetica post-intervento dovesse risultare maggiore sarebbe tenuta sia a pagare la differenza tra la bolletta che gli corrisponde il cliente e la spesa effettiva, sia a pagare quanto stabilito nel piano di rientro con i finanziatori).

## Normativa e standard

### Italia
Il D.Lgs. 192/2005, con cui l'Italia ha recepito la direttiva 2002/91/CE, aveva stabilito una serie di misure dirette a ridurre il consumo di energia degli edifici presenti sul territorio italiano, introducendo la Certificazione energetica degli edifici.
Successivamente due disposti legislativi hanno innovato il regime giuridico relativo alla riqualificazione energetica degli edifici:
1. il decreto legislativo n. 311/2006 (Disposizioni correttive ed integrative al decreto legislativo 192/2005) modifica la disciplina della certificazione energetica e la metodologia di calcolo per il rendimento energetico degli edifici;

1. il D.M. 19 febbraio 2007 (Disposizioni in materia di detrazioni per le spese di riqualificazione energetica del patrimonio edilizio esistente) prevede detrazioni d'imposta per spese del patrimonio edilizio esistente, considerando la detrazione del 55% per le spese documentate sostenute entro il 31 dicembre 2007 relative ad interventi di riqualificazione energetica degli edifici ed individua le tipologie di spese ammesse e la procedura da seguire per fruire dei benefici.

### Asia
Nonostante il ruolo fondamentale che l'efficienza energetica dovrebbe svolgere nel ridurre la domanda di energia in modo efficiente in termini di costi, solo una piccola parte del suo potenziale economico viene sfruttata in Asia. I governi hanno implementato una serie di sussidi come sovvenzioni in denaro, credito a basso costo, esenzioni fiscali e cofinanziamenti con fondi del settore pubblico per incoraggiare una serie di iniziative di efficienza energetica in diversi settori. I governi della regione Asia-Pacifico hanno implementato una serie di informazioni e programmi di etichettatura per edifici, elettrodomestici, trasporti e settori industriali. I programmi di informazione possono semplicemente fornire dati, come etichette per il risparmio di carburante, o cercare attivamente di incoraggiare cambiamenti comportamentali, come la campagna giapponese Cool Bizche incoraggia l'impostazione dei condizionatori d'aria a 28 gradi Celsius e consente ai dipendenti di vestirsi in modo casual in estate.

### Unione europea
Alla fine del 2006, l'Unione europea (UE) si è impegnata a ridurre il consumo annuo di energia primaria del 20% entro il 2020. Il "Piano d'azione per l'efficienza energetica dell'Unione europea" è in divenire. La direttiva 2012/27/UE riguarda l'efficienza energetica.
Nell'ambito del programma SAVE dell'UE, volto a promuovere l'efficienza energetica e incoraggiare comportamenti di risparmio energetico, la direttiva sull'efficienza delle caldaie specifica i livelli minimi di efficienza per le caldaie che utilizzano combustibili liquidi o gassosi.
Nel 2050, il risparmio energetico in Europa può raggiungere il 67% dello scenario di base del 2019, pari a una domanda di 361 Mtoe in uno scenario di tendenza sociale "prima l'efficienza energetica". Una condizione è che non ci sia effetto rimbalzo, altrimenti il risparmio sarebbe solo del 32% o il consumo di energia può aumentare anche del 42% se non si realizzano le potenzialità tecnico-economiche.

### India
La Petroleum Conservation Research Association (PCRA) è un ente governativo indiano creato nel 1978 che si impegna nella produzione a promuovere l'efficienza e la conservazione dell'energia in ogni ambito della vita. Nel passato, la PCRA ha condotto campagne sui mass media in televisione, radio e stampa. Questa è un'indagine di valutazione dell'impatto di una terza parte che ha rivelato che a causa di queste grandi campagne di PCRA, il livello di consapevolezza generale del pubblico è aumentato portando a un risparmio di combustibili fossili del valore di milioni di rupie, oltre a ridurre l'inquinamento.
Il Bureau of Energy Efficiency è un'organizzazione governativa indiana creata nel 2001 che ha il compito di promuovere l'efficienza e la conservazione dell'energia.
La protezione e la conservazione delle risorse naturali è svolta dalla Community Natural Resources Management (CNRM).

### Giappone
Dalla crisi petrolifera del 1973, il risparmio energetico di Zeesun è stato un problema in Giappone. Tutto il carburante a base di petrolio viene importato, quindi si sta sviluppando l'energia domestica sostenibile.
L'Energy Conservation Center promuove l'efficienza energetica in ogni aspetto del Giappone. Gli enti pubblici stanno implementando l'uso efficiente dell'energia per le industrie e la ricerca. Include progetti come il programma Top Runner. In questo progetto, i nuovi apparecchi vengono regolarmente testati sull'efficienza e quelli più efficienti diventano lo standard.

### Libano
In Libano e dal 2002 il Centro Libanese per la Conservazione dell'Energia (LCEC) promuove lo sviluppo di usi efficienti e razionali dell'energia e l'uso di energie rinnovabili a livello dei consumatori. È stato creato come progetto finanziato dall'International Environment Facility (GEF) e dal Ministero dell'energia e dell'acqua (MEW) sotto la gestione del Programma delle Nazioni Unite per lo sviluppo (UNDP) e si è gradualmente affermato come centro tecnico nazionale indipendente sebbene continui a essere sostenuto dal Programma delle Nazioni Unite per lo sviluppo (UNDP) come indicato nel Memorandum of Understanding (MoU) firmato tra MEW e UNDP il 18 giugno 2007.

### Nepal
Nel passato il Nepal si è concentrato sullo sfruttamento delle sue enormi risorse idriche per produrre energia idroelettrica. La gestione della domanda e il risparmio energetico non erano al centro dell'azione del governo. Nel 2009, la cooperazione allo sviluppo bilaterale tra il Nepal e la Germania, ha concordato l'attuazione congiunta del "Programma di efficienza energetica del Nepal". Le agenzie esecutive principali per l'attuazione sono il Segretariato della Commissione per l'acqua e l'energia (WECS). L'obiettivo del programma è la promozione dell'efficienza energetica nell'elaborazione delle politiche, nelle famiglie rurali e urbane, nonché nell'industria. A causa della mancanza di un'organizzazione governativa che promuova l'efficienza energetica nel paese, la Federazione delle Camere di Commercio e Industria nepalesi (FNCCI) ha istituito il Centro per l'efficienza energetica sotto il suo tetto per promuovere il risparmio energetico nel settore privato. L'Energy Efficiency Center è un'iniziativa senza scopo di lucro che offre servizi di audit energetico alle industrie. Il Centro è anche sostenuto dal Nepal Energy Efficiency Program della Deutsche Gesellschaft für Internationale Zusammenarbeit. Uno studio condotto nel 2012 ha scoperto che le industrie nepalesi potrebbero risparmiare 160.000 megawattora di elettricità e 8.000 terajoule di energia termica (come diesel, olio da forno e carbone) ogni anno. Questi risparmi equivalgono a un taglio annuo dei costi energetici fino a 6,4 miliardi di rupie nepalesi. A seguito del Nepal Economic Forum 2014, fu creata un'agenda di riforma economica nei settori prioritari incentrata, tra l'altro, sul risparmio energetico. Nell'agenda della riforma energetica il governo del Nepal si era impegnato a introdurre pacchetti di incentivi nel bilancio dell'anno fiscale 2015/16 per le industrie che praticavano l'efficienza energetica o utilizzavano tecnologie efficienti (compresa la cogenerazione).

### Nuova Zelanda
In Nuova Zelanda l'Autorità per l'efficienza e la conservazione dell'energia è l'agenzia governativa responsabile della promozione dell'efficienza e della conservazione dell'energia. L'Energy Management Association of New Zealand è un'organizzazione basata sui membri che rappresenta il settore dei servizi energetici della Nuova Zelanda, fornendo servizi di formazione e accreditamento con l'obiettivo di garantire che i servizi di gestione dell'energia siano credibili e affidabili.

### Nigeria
In Nigeria, il governo dello stato di Lagos incoraggia i lagosiani ad assimilare una cultura del risparmio energetico. Nel 2013, il Lagos State Electricity Board (LSEB) ha lanciato un'iniziativa denominata "Risparmiare energia, risparmiare denaro" sotto il Ministero dell'energia e delle risorse minerarie. L'iniziativa ha lo scopo di sensibilizzare i lagosiani sul tema del risparmio energetico influenzando il loro comportamento attraverso consigli fai-da-te. Nel settembre 2013, il governatore Babatunde Raji Fashola dello stato di Lagos e l'ambasciatore della campagna, il rapper Jude 'MI' Abaga partecipato alla videochiamata della conferenza del governatore sul tema del risparmio energetico.
Inoltre, durante il mese di ottobre (il mese ufficiale del risparmio energetico nello stato), LSEB ha ospitato centri di esperienza nei centri commerciali intorno allo stato di Lagos, dove i membri del pubblico sono stati incoraggiati a calcolare il proprio consumo energetico domestico e a scoprire modi per risparmiare denaro utilizzando un'app per l'energia incentrata sul consumatore. Per avviare i Lagosiani sul risparmio energetico, sono state distribuite anche lampade solari e lampadine a risparmio energetico.
Nello stato di Kaduna, la Kaduna Power Supply Company (KAPSCO) ha condotto un programma per sostituire tutte le lampadine negli uffici pubblici; installazione di lampadine a risparmio energetico al posto delle lampadine a incandescenza. KAPSCO ha avviato un'iniziativa per adattare tutti i lampioni convenzionali della metropoli di Kaduna a LED che consumano molta meno energia.

### Sri Lanka
Lo Sri Lanka attualmente consuma combustibili fossili, energia idroelettrica, energia eolica, energia solare e colture per il loro giornaliero fabbisogno di energia. L'Autorità per l'energia sostenibile dello Sri Lanka sta svolgendo un ruolo importante per quanto riguarda la gestione e il risparmio energetico. La maggior parte delle industrie è chiamata a ridurre il proprio consumo energetico utilizzando fonti di energia rinnovabile e ottimizzando il proprio consumo energetico. Il governo ha affermato che entro il 2030 il 70% dell'elettricità dovrà provenire da fonti rinnovabili.

### Turchia
La Turchia ha mirato a ridurre di almeno il 20% la quantità di energia consumata per PIL della Turchia entro il 2023 (intensità energetica).

### Stati Uniti

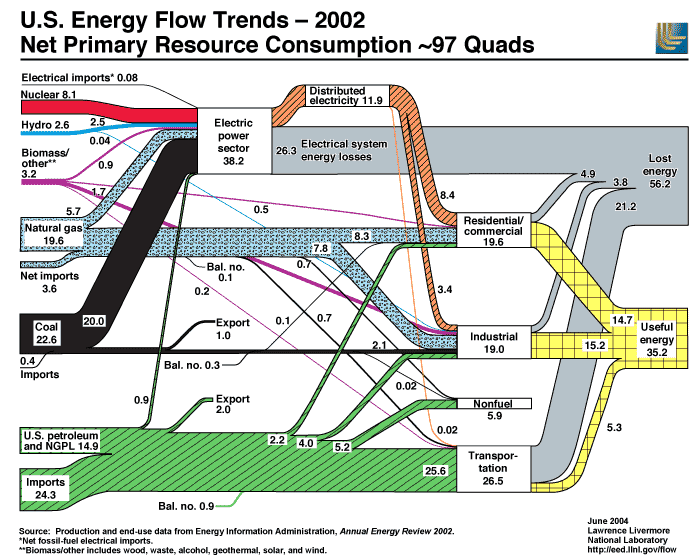
Andamento del flusso energetico americano nel 2002

Gli Stati Uniti sono il secondo maggior consumatore di energia e di cibo dopo la Cina. Il Dipartimento dell'Energia degli Stati Uniti classifica il consumo energetico nazionale in quattro ampi settori: trasporti, residenziale, commerciale e industriale.
L'utilizzo di energia nei settori dei trasporti e residenziale, circa la metà del consumo energetico degli Stati Uniti, è ampiamente controllato dai singoli consumatori. Le spese energetiche commerciali e industriali sono determinate da entità commerciali e altri gestori di strutture. La politica energetica nazionale ha un effetto significativo sull'utilizzo dell'energia in tutti e quattro i settori.
Un altro aspetto della conversazione sull'energia è l'utilizzo di Leadership in Energy and Environmental Design (LEED). Questo programma non è obbligatorio, è volontario. Questo programma ha le categorie. Prerequisito Energia e Atmosfera si applicano al risparmio energetico. Questa sezione si concentra su prestazioni energetiche, energie rinnovabili, prestazioni energetiche e molto altro. Questo programma è progettato per promuovere l'efficienza energetica ed essere un edificio verde, che fa parte della conservazione.

### Certificazione energetica
La novità di maggior rilievo è costituita dal fatto che il decreto legislativo n. 311/2006 estende l'ambito di applicazione della certificazione energetica a tutti gli edifici, ossia nuovi ed esistenti.
Per redigere l'Attestato di certificazione/qualificazione energetica di un edificio/un'unità immobiliare, è necessario avviare la diagnosi energetica o Energy audit, cioè la procedura sistematica volta ad acquisire adeguata conoscenza del profilo di consumo energetico dell'edificio/unità immobiliare.
La Diagnosi Energetica è lo strumento che consente di individuare le inefficienze e le criticità e di intervenire con le soluzioni a minor costo e maggior efficacia in termini di riduzione dei consumi energetici, individuando e quantificando le opportunità di risparmio energetico anche sotto il profilo dei costi/benefici.
La Diagnosi Energetica integra i dati raccolti mediante sopralluoghi con strumenti di calcolo (elaborazione di un modello matematico dell'edificio) mediante i quali individuare e analizzare gli interventi di riqualificazione energetica dell'edificio/unità immobiliare.
Al termine della diagnosi energetica viene rilasciato l'attestato di certificazione/qualificazione energetica.

### Le detrazioni d'imposta per lavori sugli edifici per il risparmio energetico
Le detrazioni sono previste dai commi 344, 345, 346 e 347 della Finanziaria 2007 (D.M. 19 febbraio 2007).
Il testo della finanziaria 2008 (D.M. 7 aprile 2008) mantiene l'impostazione prevista dalla Finanziaria 2007 arricchendo il panorama degli interventi incentivati: ammessi interventi su coperture e pavimenti e installazione di caldaie anche non a condensazione e prorogando fino al 2010 le detrazioni fiscali del 55%.
La legge n. 2 del 28 gennaio 2009, prevede per le spese effettuate dal 1º gennaio 2009 l'invio all'Agenzia delle Entrate un'apposita comunicazione preventiva per la detrazione d'imposta. Diversamente dai precedenti anni la detrazione d'imposta va ripartita in 5 rate annuali uguali di importo totale pari al massimo tra: 55% delle spese e un valore dipendente dal tipo di intervento (100.000, 60.000, 30.000 euro).
Gli interventi ammessi alla detrazione sono quattro:
1. sostituzione di impianti di climatizzazione invernale (caldaie);
2. installazione di pannelli solari per la produzione di acqua calda;
3. interventi sull'involucro dell'edificio (isolamento pareti, soffitti, tetti, sostituzione finestre ecc.);
4. interventi di riqualificazione energetica globale dell'edificio con riduzione del 20% del fabbisogno annuo di energia dell'edificio.

Il decreto "Aggiornamento del decreto 11 marzo 2008 in materia di riqualificazione energetica degli edifici" fissa i limiti per la trasmittanza termica nonché i criteri per includere la sostituzione degli impianti di climatizzazione invernale mediante biomasse.

### D.P.R. 2 aprile 2009 n. 59
Il D.P.R. n. 59/2009 pubblicato sulla G.U. n. 132 del 10 giugno 2009 riporta il "Regolamento di attuazione dell'art. 4, comma 1, lettere a) e b), del decreto legislativo 192/2005 concernente attuazione della direttiva 2002/91/Ce sul rendimento energetico in edilizia". Questo decreto stabilisce, all'art. 4, comma 10 che in caso di installazione o di ristrutturazione dell'impianto termico devono essere realizzati gli interventi necessari per permettere, ove tecnicamente possibile, la contabilizzazione e la termoregolazione del calore per singola unità abitativa negli edifici esistenti con almeno 5 unità abitative.

## Giornata internazionale per il risparmio energetico
Il World Energy Conservation Day è nato in India dopo l'istituzione dei National Conservation Awards del 1991 ed ha assunto una dimensione internazionale dal 2004 quando ha incominciato dall'India ad essere seguito da molti paesi del mondo dal Nepal al Canada. Nel 2005 la trasmissione di Radio2 Caterpillar ha indetto per il 16 febbraio (anniversario del protocollo di Kyōto) una giornata nazionale del risparmio energetico. L'iniziativa prende il nome di M'illumino di meno. Nel 2010 la giornata ha avuto luogo il 12 febbraio. Nel 2014 la giornata ha avuto luogo il 14 febbraio. Nel 2015 la giornata ha avuto luogo il 13 febbraio.